# Francesco Antonio Boi
Francesco Antonio Boi (Olzai, 1767 – Cagliari, 15 maggio 1850) è stato un anatomista italiano, vissuto nel Regno di Sardegna.
È conosciuto soprattutto per i suoi lavori con il ceroplasta Clemente Susini per la realizzazione di cere anatomiche molto dettagliate e precise.

## Nascita e formazione
Nato ad Olzai, in provincia di Nuoro, nel 1767, era figlio di un agricoltore. Da bambino dimostrò di possedere una notevole intelligenza e fu mandato a studiare dai padri della Minore Osservanza di Fonni. Rimase in seminario fino ai 18 anni; completò qui i suoi studi in grammatica, letteratura e filosofia ma il suo interesse principale era la medicina e lasciò quindi i frati per andare a studiare all'università di Cagliari.
Il 22 ottobre 1795 si laureò dottore in medicina, divenendo presto supplente nella stessa università.

## Carriera
Il 13 settembre 1796, con decreto regio, Boi fu nominato professore associato e il 16 marzo 1799 divenne professore di anatomia presso l'ateneo cagliaritano. Sebbene la cattedra in anatomia fosse stata fondata nel 1764, prima della sua nomina era stata occupata da professori di altre discipline.
Boi tenne lezioni a Cagliari per tre anni ma gli studenti iscritti alla sua facoltà erano pochi. Nel 1801 chiese quindi il permesso di visitare altre università italiane per continuare i suoi studi in anatomia. Visitò l'Università di Pavia, dove era professore in anatomia Antonio Scarpa, l'Università di Pisa e successivamente Firenze dove iniziò a studiare anatomia con Paolo Mascagni. Il soggiorno in Toscana del Boi fu finanziato da Carlo Felice, fratello di re Vittorio Emanuele I.
Inizialmente durante i suoi studi fiorentini, utilizzò il cognome materno Pirisi ma le sue abilità e conoscenze in anatomia erano così evidenti che fu costretto a rivelare la sua vera identità. Divenne un collaboratore di Mascagni con cui instaurò una profonda amicizia.
Fu durante questi anni che lavorò con lo scultore Clemente Susini per la preparazione di modelli anatomici in cera utilizzati per scopi didattici. Lo stesso Carlo Felice commissionò a Boi alcuni di questi modelli che fece poi esporre al Museo di Storia Naturale e Antichità di Cagliari.
Nel 1805 Boi ritornò a Cagliari, portandosi con sé i modelli in cera, e riprese a insegnare. Nel 1818 fu nominato protomedico del Regno di Sardegna, (incarico equiparabile a quello attuale di Ministro della Sanità). Nel 1824 divenne cavaliere. Ritiratosi nel 1844, morì a Cagliari nel maggio del 1850.

### Allievi
Nella sua lunga carriera accademica, Boi ebbe diversi allievi tra cui due divennero Professori Ordinari di Anatomia Umana: Giovanni Falconi (1817-1900) cattedratico a Cagliari dal 1856 al 1889, innovatore nel campo delle vaccinazioni e pioniere nel campo della medicina sociale, e Francesco Randaccio (1821-1903) che tenne la stessa cattedra a Sassari e successivamente a Palermo dove è considerato il Fondatore della locale scuola anatomica. A Lui è attribuita la scoperta dei cinque rami superiori del ganglio sfeno-palatino noti, anche a livello internazionale, come nervi di Randaccio.